# 宝地院 (神戸市)
寶地院（ほうちいん）は兵庫県神戸市兵庫区荒田町にある浄土宗の寺院。

## 歴史
当寺は、安徳天皇の御菩提を弔うため、創建されたという。　　　　　　　　　　　　　　　
- 治承4年（1180年）6月2日安徳天皇は、平頼盛（平清盛の異母弟）山荘地に入御し、4日、御父高倉上皇と交替して雪の御所に入られた。
- その因縁により、約百年後の弘安2年（1279年）に、安徳天皇の御菩提を弔うため智鏡を開基に創建される。
- 元禄元年（1688年）世厭が再興。
- 宝暦年間（1751年～1763年）門超が中興した。
- 昭和20年（1945年）3月、神戸大空襲により焼失。
- 昭和24年（1949年）再建[1]。
- 平成７年（1995年）阪神淡路大震災で本堂全壊
- 平成8年（1996年）12月　本堂の大規模修復完成

## その他
- 戦災により十一面観音は焼失した為、札所本尊は、阿弥陀如来に変更。
- 境内には宝地院保育園がある。

## 交通アクセス
- 地下鉄山手線大倉山駅より、西に徒歩8分。